# Michelle Ferre
Michelle Laure Miho Ferre (* 13. Juni 1973 in Kōbe) ist eine französisch-japanische Schauspielerin.
Erste Erfahrungen als Schauspielerin machte Michelle Ferre zusammen mit Jackie Chan in dem Film Jackie Chan ist Nobody. Sie war früher CNN-Korrespondentin in Japan und auch Moderatorin einer Quizsendung. Zu der Hauptrolle kam sie, als sie Jackie Chan interviewen wollte. Chan war von ihr beeindruckt und bot ihr die Rolle an.

## Filmografie
- 1998: Jackie Chan ist Nobody (Who Am I?)
- 2006: So-Run Movie